# ARP Avatar

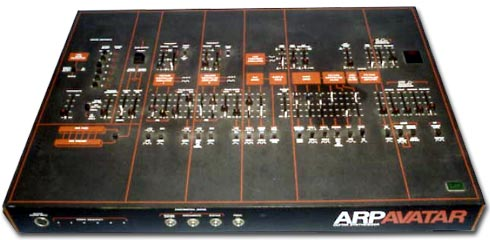
ARP Avatar

L'ARP Avatar era un sintetizzatore controllato con chitarra prodotto dalla statunitense ARP Instruments a partire dal 1977. L'Avatar rappresentò un'innovazione e fu uno dei primi sintetizzatori controllati da chitarra ad avere successo commerciale. Nonostante ciò, lo strumento rappresentò un grande flop per la ARP e viene considerato come la principale causa del fallimento della compagnia.
Nel primo anno di produzione dell’Avatar furono spesi quasi 4 milioni di dollari, ma i proventi del sintetizzatore, il cui costo era di 3000$, ammontarono ad un solo milione. I chitarristi non furono tutti convinti della convenienza di questa nuova tecnologia, principalmente a causa del prezzo e delle eccentricità tecniche. L'Avatar, comunque, non riuscì mai ad avere un vero successo ed aprì la strada ad altri sintetizzatori per chitarre. A causa della sua architettura - essenzialmente uguale ad un ARP Odyssey con un "Fuzzbox" - il maggior successo che ha avuto è fra le collezioni di musicisti indipendenti.